# Pintor de Licurgo
El Pintor de Licurgo fue un pintor de vasos de figuras rojas de Apulia del segundo cuarto del siglo IV a. C.
Trabajaba en Tarento, en la estela del Pintor de la Iliupersis, cuyas fórmulas desarrolló. Pertenece a la segunda fase del «estilo ornato», durante el periodo definido como apulio medio. Debe su nombre a una crátera de cáliz  del Museo Británico que representa, por un lado, la locura del rey tracio Licurgo y, por otro, a Pélope con Hipodamía y Mírtilo, donde su estilo enfático se aprecia en los gestos y rostros de tres cuartas partes de las figuras. Este vaso da testimonio de un nuevo lenguaje que culmina en el apulio reciente, y que se caracteriza, entre otras cosas, por el doble registro narrativo, con las divinidades que asisten a la escena en la parte superior, y la presencia de personificaciones que encarnan el castigo divino.
El Pintor de Licurgo destaca sobre todo en la decoración de las cráteras de volutas, algunas de los cuales alcanzan dimensiones imponentes, y muchas de las cuales proceden del yacimiento peucetio de Ruvo di Puglia. Su iconografía, especialmente rica en creaciones, se inspira en la mitología, la tragedia y la epopeya. Además, a través de sus decoraciones secundarias y de algunos vasos (sítulas), se inscribe en la tendencia que se ha denominado «barroco apulio». Más allá de sus obras identificadas, es probable que también haya que buscar su mano en vasos de estilo simple, que han sido clasificados en otros grupos. Es el origen de varios temas que serán retomados por el gran taller del periodo apulio reciente del Pintor de Darío y el Pintor del Inframundo (tercer cuarto del siglo IV a. C.). 

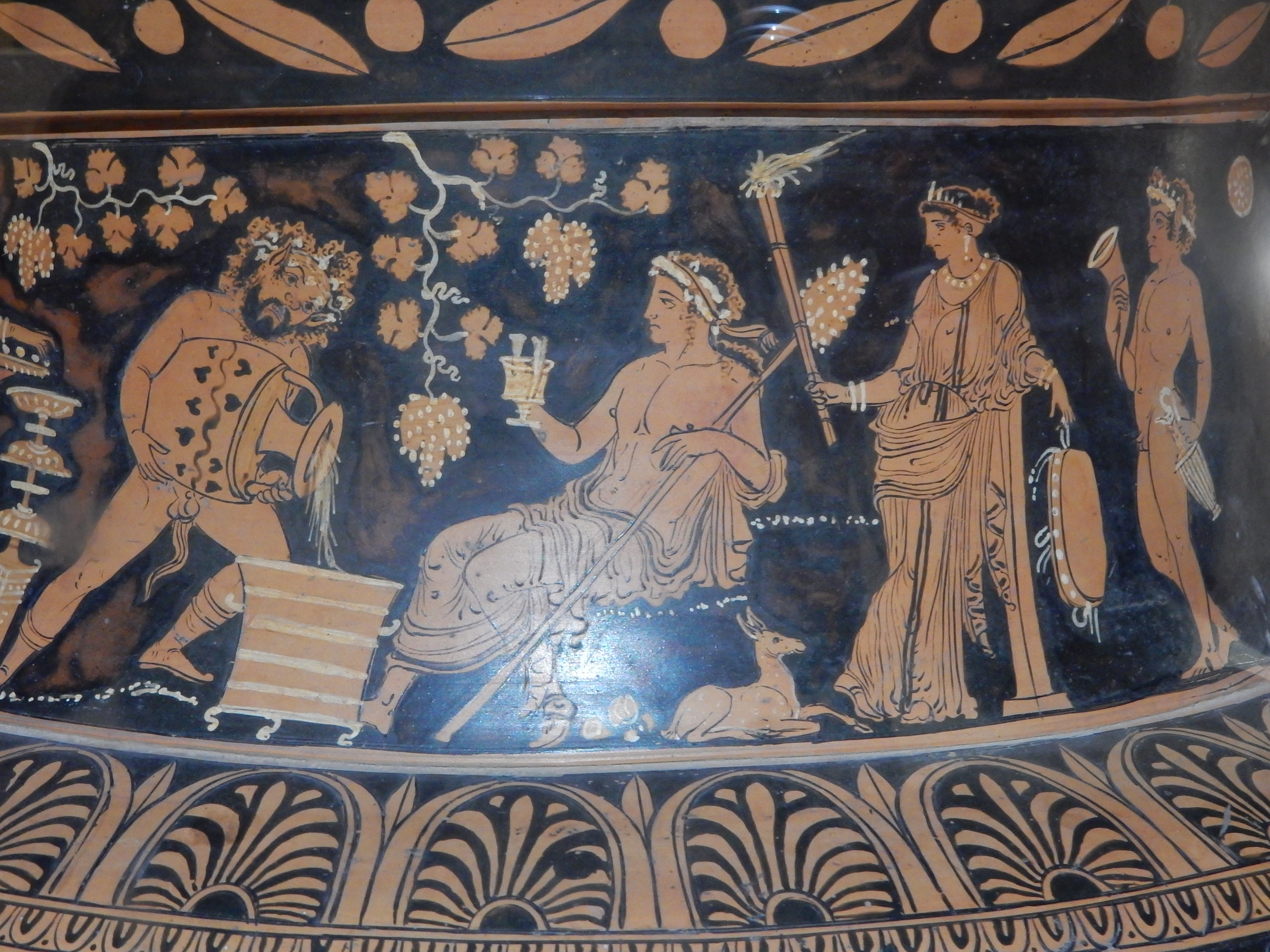
Un sátiro vierte vino en una sítula frente a Dioniso, que está sentado bajo una vid. Cuello de una crátera de volutas del Pintor de Licurgo. Museo Nazionale Jatta, Ruvo di Puglia.
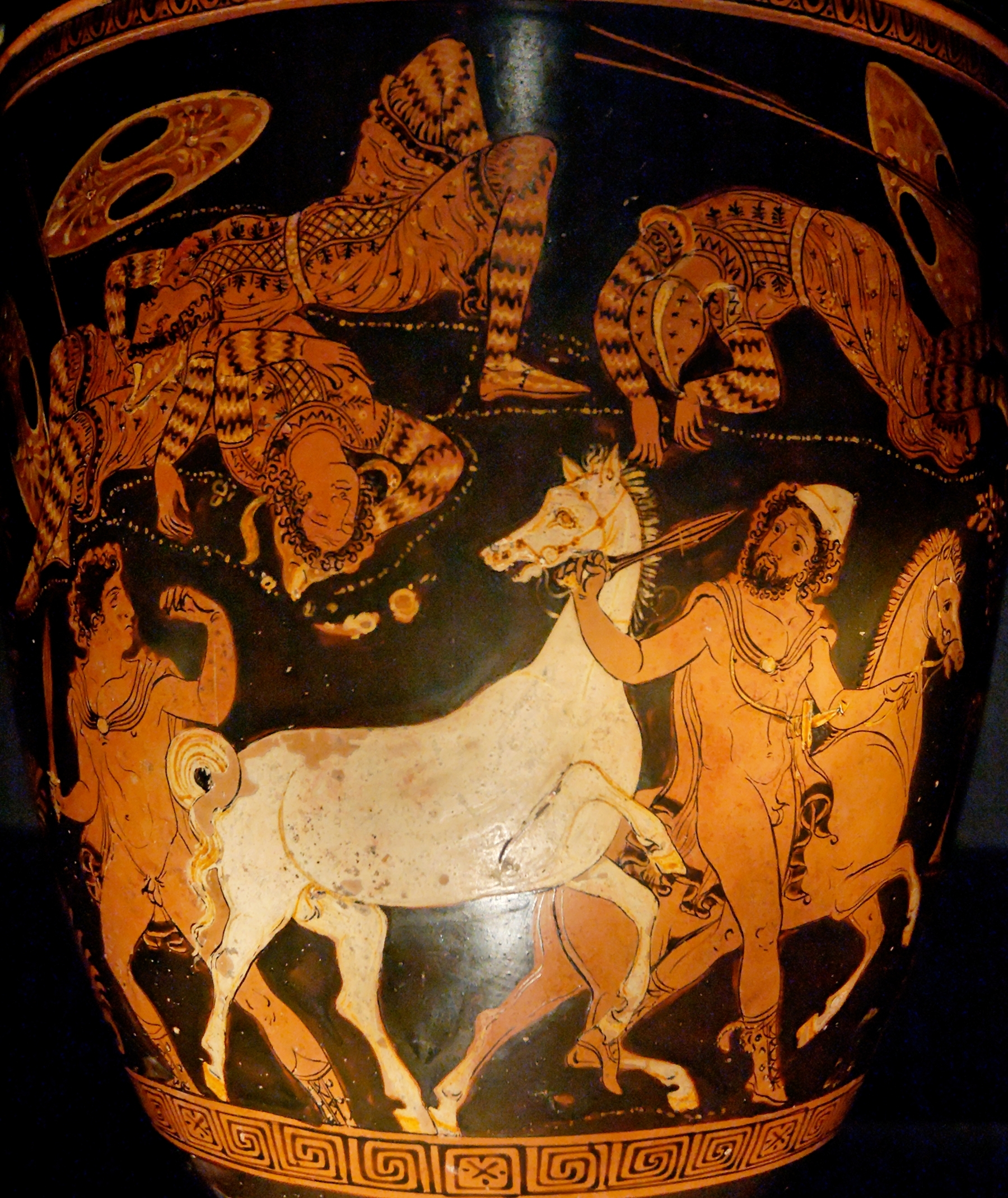
El robo de los caballos de Reso por Odiseo y Diomedes. Sítula del Pintor de Licurgo. Museo Arqueológico Nacional de Nápoles.
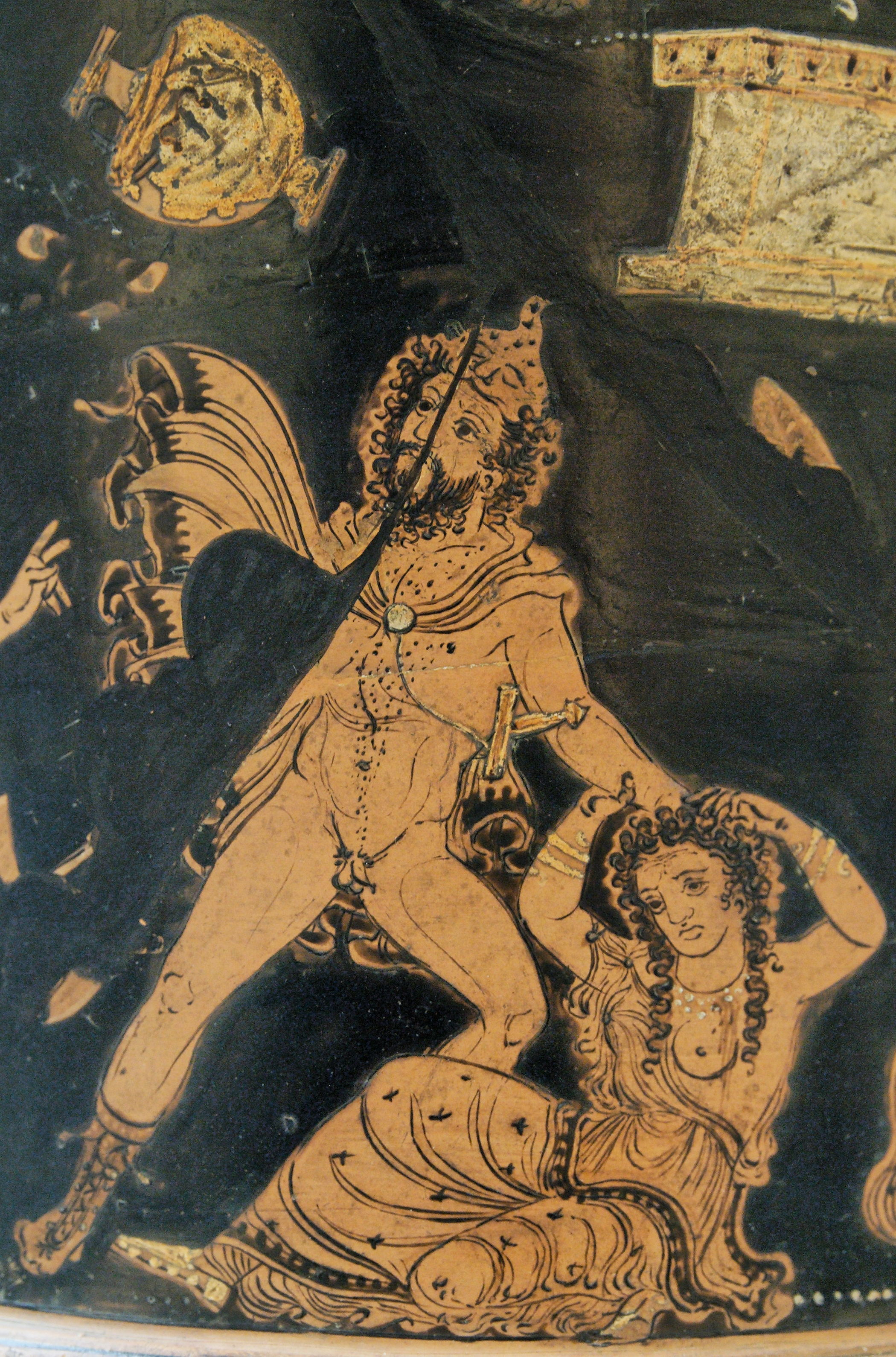
El rey tracio Licurgo masacrando a su familia, detalle. Vaso epónimo del Pintor de Licurgo, Museo Británico.